# Goéland d'Audouin
Ichthyaetus audouinii
Espèce
Synonymes
- Larus audouinii

Statut de conservation UICN

 VU A4b : Vulnérable

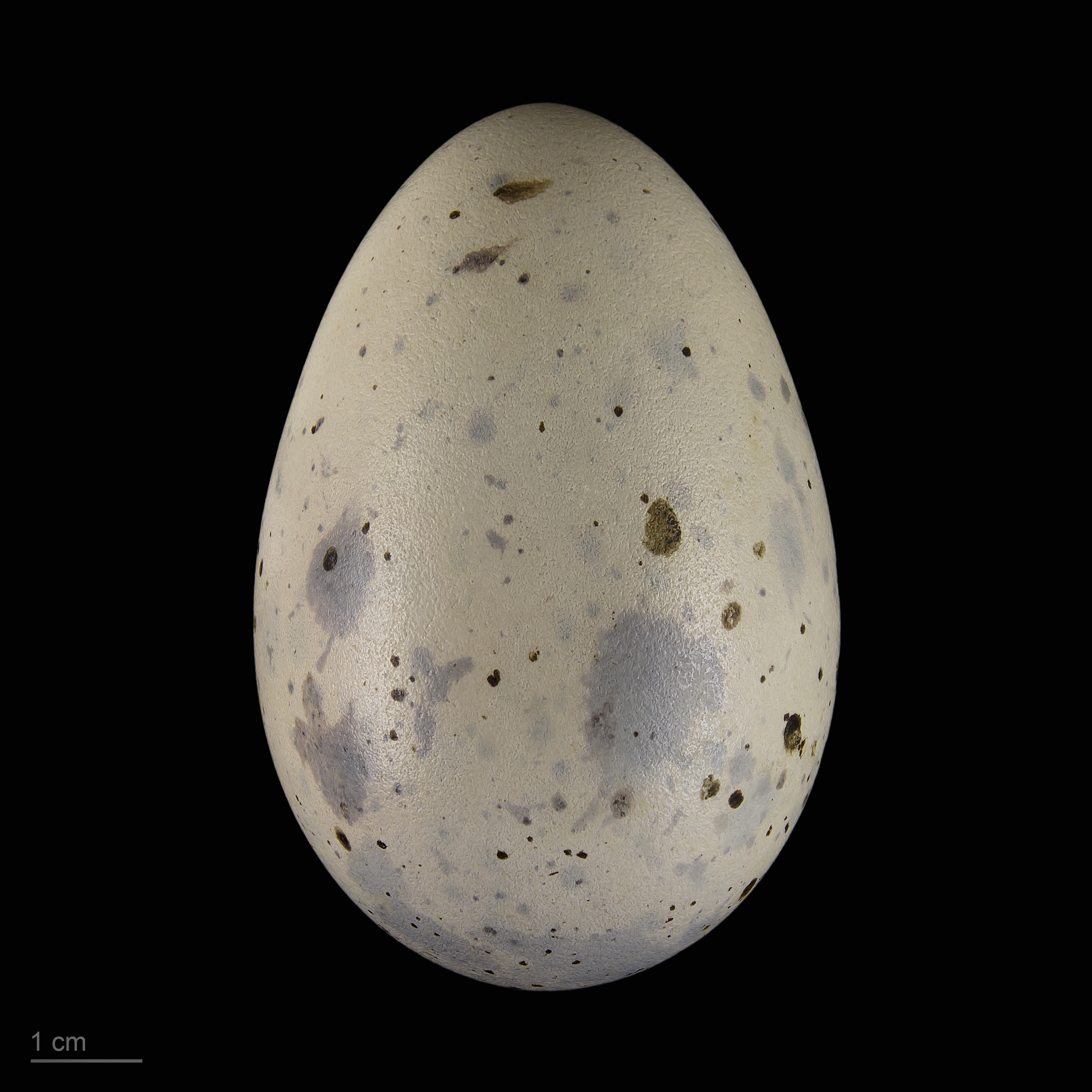
Œuf de Ichthyaetus audouinii - Muséum de Toulouse

Le Goéland d'Audouin (Ichthyaetus audouinii) est une espèce d'oiseaux de la famille des Laridae. Le nom de cette espèce commémore le zoologiste français Victor Audouin (1797-1841). Comme beaucoup d'autres mouettes et goélands, il était jusqu'à récemment classé dans le genre Larus.

## Répartition
Cette espèce se rencontre  en période de reproduction, essentiellement en mer Méditerranée et depuis peu de temps en Atlantique, au sud du Portugal. Les principales colonies se rencontrent dans le delta de l'Ebre et aux Îles Zaffarines, au sud du Portugal (à proximité du Maroc). Le gros des effectifs reste localisé en Espagne mais en Italie on avoisine les 800 couples sur une quinzaine de sites. On retrouve aussi de petites colonies en Grèce, ainsi qu'en Croatie (très rare). 
En France, entre 50 et 100 couples nichent, uniquement en Corse avec l'essentiel de la population sur le site militaire de la digue d'Aspretto/Ajaccio  (80 à 100 % des effectifs), site Natura 2000 FR9412001, le Cap Corse (îlot de Capense et îles Finocchiarola) étant de moins en moins fréquentés. Par exception, un couple a niché 3 années de suite (2021, 2022 et 2023) au banc d'Arguin en Gironde ce qui est tout à fait exceptionnel et suivi de très près par les scientifiques. Les oiseaux nichant en Corse subissent la concurrence sévère des goélands leucophées sur les sites de reproduction. 

## Déplacements et migrations, échanges inter-colonies
Grâce au baguage intensif, on sait que les oiseaux de Corse et d'Italie hivernent en grande partie dans le sud de l'Espagne, du Portugal mais surtout au Maroc et pour les plus jeunes (1ère et 2ème année) jusqu'à la Mauritanie, le Sénégal et Gambie, ce qui est conforme aux déplacements des oiseaux espagnols et portugais aussi bagués en grand nombre. On note aussi une bonne dynamique d'échanges inter-colonies, en particulier entre Corse et Italie, qui assure un brassage génétique salutaire (par exemple, un oiseau né à Ajaccio qui s'est installé pour nicher en Croatie).

## Alimentation
Contrairement à de nombreuses autres espèces de goélands, le goéland d'Audouin n'est pas charognard et se nourrit en mer, essentiellement de poissons et céphalopodes. Il mange occasionnellement des déchets alimentaires laissés sur les plages mais ne va jamais sur les décharges, exploitant uniquement le littoral et les zones de pêcheries industrielles (Maroc, Espagne) ou artisanales (Italie, Corse) .

## Population et conservation
Espèce autrefois très rare, le goéland d'Audouin a vu sa population augmenter et s'établir aux alentours de 19 000 couples dans les années 2000. La colonie du sud du Portugal (proche de Faro) a connu un développement récent et fulgurant. Mais globalement la population affiche un léger déclin, notamment en Espagne, ce qui a conduit l'UICN (Union International pour la Conservation de la Nature) à le classer à nouveau VU (Vulnérable ) à l'échelle mondiale (concurrence avec le goéland leucophée, captures accidentelles). 
Il bénéficie d'un statut de préservation en France. Il est aussi inscrit en annexe 1 de la directive Natura 2000 "Oiseaux" (2009/147/CE du 30 novembre 2009)